# Camponotus spinolae
Camponotus spinolae (Roger 1863), es una especie de hormigas carpinteras chilenas las cuales son reconocibles gracias a su color negro y sus pelos del tórax amarillo. Su alimentación no es muy compleja, comen azúcar, miel. También comen insectos.

## Descripción
- Es similar a C. chilensis pero difiere en varios aspectos, midiendo 11 mm de largo.
- La pilosidad es menos densa, y los bordes amarillentos de los segmentos y la escultura son claramente visibles.
- La escultura consiste en finas estrías transversales o arrugas y puntos grandes y densos que portan pelos.
- La escama es más gruesa y está deprimida en el centro o ligeramente dentada en la parte superior.
- La cabeza es ligeramente brillante, no en forma de dedal, sino finamente coriácea o reticulada.[3]